# トミカハイパーシリーズ NEXT STAGE
トミカハイパーシリーズ NEXT STAGEは、タカラトミーから2016年より発売されているシリーズの名前。また、Webアニメである。

## 概要
『トミカハイパーシリーズ』生誕10周年を記念して世界観とキャラを一新した。
2030年のトミカタウンを舞台にウォーカービークルと言うロボットが活躍する内容に描かれてる。
発表記念に「トミカハイパーシリーズ特命隊長」につるの剛士に就任する様になった。
レスキューバックドラフトを主役としたストーリー映像が作られておらず、ソニックインターセプターマックスの主役回で打ち切られた。
なお、本作のデザインは『トミカハイパーレスキュー ドライブヘッド 機動救急警察』にマイナーチェンジした。

## 登場人物

### ハイパーレスキュー
ホワイトホープ
声：服部想之介
- 全長4,949m、全幅8,371m、全高11,562m、全備重量19,350t

インジェクトガンを装備した救急車型ロボット。車両形態のカーフォームからロボット形態のウォーカービークルフォームに変形する。レスキューヘリコプターと合体しホワイトホープスラスターエンペラーとなり、機動力が強化される。
レスキューヘリコプター
- 全長9,830m、全幅5,308m、全高4,001m、全備重量14,400t。

シザーブレードを装備したヘリコプター。ホワイトホープウォーカービークルフォームと合体してホワイトホープスラスターエンペラーとなり、シザーブレードはこの武器となる。
レスキューバックドラフト
- 全長5,183m、全幅9,765m、全高11,573m、全備重量20,690t

ウォーターマグナムを装備した消防車型ロボット。レスキュートラックと合体しレスキューバックドラフトブースターキャノンとなりジャンプ力が強化する。
ファイヤートラック
- 全長12,237m、全幅5,229m、全高4,304m、全備重量13,940t

レスキューキャノン、メインタンクブースターを装備した放水車。レスキューバックドラフトと合体してレスキューバックドラフトブースターキャノンとなり、レスキューキャノンとメインタンクブースターはこの武器となる。
司令
声：三石琴乃

### ハイパービルダー
ハイパーブルドーザー
- 全長9.900m、全幅6.195m、全高3.312m、全備重量14.200t

ビルダークローを装備したブルドーザー。ホワイトホープと合体しホワイトホープヘヴィーブレードとなる。
ハイパーチェーンソー
- 全長17.306m（ビルダーチェーンソー、アーム含、ビルダーチェーンソー、アームなしは7.678m）、全幅6.581m、全高5.353m、全備重量18.400t

ビルダーチェーンソーを装備した特殊車両。ホワイトホープと合体しホワイトホープヘヴィーストロンガーとなる。
岩や森林を切断する活躍を見せた。

### ハイパーブルーポリス
ソニックインターセプター
- 全長5.094m、全幅8.283m、全高11.528m、全備重量18.350t

パトランプブーメランを装備したパトカー型ロボット。車両形態のカーフォームからロボット形態のウォーカービークルフォームに変形する。
ソニックジェット
- 全長11.896m、全幅10.511m、全高3.696m、全備重量12.280t、最高速度マッハ3

短銃、多目的四連銃を装備した飛行ユニット。ソニックインターセプターウォーカービークルフォームと合体することで機動力を強化する。

### ハイパー特別機動隊
ソニックインターセプターマックス
声：新井良平
- 全長5,094m、全幅8,283m、全高11,528m、全備重量19,260t

特殊警棒、超超硬度シールドを装備した装甲車型ロボット。車両形態のカーフォームからロボット形態のウォーカービークルフォームに変形する。ソニックドーベルマンジョン、ソニックジェットイーグルと合体してソニックインターセプターメガマックスとなる。
ソニックジェットイーグル
- 通称イーグル

多目的四連銃、短銃を装備した戦闘機。ソニックドーベルマン、ソニックインターセプターマックスと合体してソニックインターセプターメガマックスとなる。
ソニックドーベルマンジョン
- 通称ジョン

超長距離狙撃用スナイパーライフル、ラバー弾連射用ガトリングを装備した戦車。ロボット形態に変形する。ソニックジェットイーグル、ソニックインターセプターマックスと合体してソニックインターセプターメガマックスとなる。

## 用語
ウォーカービークル
車がロボットフレームと合体して活動するマシン。
暴走ビークル
プログラムのエラーが発生したウォーカービークル。1話では有人機だったが3話以降からは無人機が存在する。無人機は誰に作られたか事や真の目的は不明。デザインはブルーバイソン、又はブルーフォックスにビルドアップトミカのホルダーパーツとVFRホースの手足を構成した物。

## 主題歌
メインテーマ「NEXT STAGE」
- 歌 - つるの剛士

## 各話リスト
| 話数  | サブタイトル                                       | 公開日         |
| ----- | -------------------------------------------------- | -------------- |
| 第1話 | 出動！ホワイトホープ                               | 2016年 6月24日 |
| 第2話 | 驚愕！シンクロ合体                                 | 7月14日        |
| 第3話 | 激動！ソニックインターセプター                     | 9月9日         |
| 第4話 | 特別機動隊！ソニックインターセプターメガマックス！ | 10月7日        |